# TG2 Salute
TG2 Salute è stata la rubrica di medicina del Tg2 andata in onda su Rai 2, dal 1994 al 2008 per un totale di 14 edizioni. i conduttori furono, oltre a Luciano Onder, Maria Grazia Capulli, Silvia Vaccarezza, Attilio Romita, Luca Salerno, Maurizio Martinelli, Francesca Nocerino, Maria Concetta Mattei, Manuela Moreno, Guido Barendson e Sandro Petrone. la rubrica andava in onda subito dopo l'edizione delle 13:00 del TG2, in cui affiancò Medicina 33, in onda al mattino.
Fu chiusa il 14 settembre 2008. Al suo posto tutt'oggi, dopo il Tg2 delle 13:00, va in onda Medicina 33.